# Tandad lämmelmossa
Tandad lämmelmossa (Tetraplodon angustatus) är en bladmossart som beskrevs av Bruch och W. P. Schimper in B.S.G. 1844. Tandad lämmelmossa ingår i släktet lämmelmossor, och familjen Splachnaceae. Arten är reproducerande i Sverige. Inga underarter finns listade i Catalogue of Life.